# 唐懿宗
唐懿宗李漼（833年12月28日—873年8月15日），唐朝第20任皇帝（除去武则天），859年至873年在位，在位14年，终年41岁。
李漼初名温，唐宣宗李忱的長子。宣宗病死後，被宦官迎立為帝，是為唐懿宗，改元“咸通”。死後葬於簡陵，谥号昭聖恭惠孝皇帝。

## 生平
大和七年十一月十四日（833年），生于藩邸，时父亲李忱为光王，母晁氏为其妾室。初名李温。父亲继位后，于会昌六年十月，封李温为郓王。当时，唐宣宗喜欢第三子夔王李滋，欲立为皇太子，而李温年长，久而不决。大中十三年（859年）八月，宣宗病逝，左神策护军中尉王宗实、副使丌元实矯詔立李温为皇太子。
唐懿宗「器度沈厚，形貌瑰偉」、「洞曉音律，猶如天縱」，但与伯父唐穆宗、堂兄唐敬宗一样，遊宴無度、沉湎酒色，以致政治腐敗，藩鎮割據重新興起，差點顛覆了唐朝。
唐懿宗為人驕奢淫逸，寵信宦官；並且篤信佛教。為了崇佛，不惜削減軍費，咸通十四年春（873年），不顧大臣反對，舉行最大規模的迎奉佛骨活動。
他將其父唐宣宗大中之治的成果損耗殆盡。翰林學士劉允章在《直諫書》用“國有九破”描繪過當時的局勢：“終年聚兵，一破也。蠻夷熾興，二破也。權豪奢僭，三破也。大將不朝，四破也。廣造佛寺，五破也。賂賄公行，六破也。長吏殘暴，七破也。賦役不等，八破也。食祿人多，輸稅人少，九破也。”此时唐朝已無可救藥，大動亂正在醞釀。當時赋税刻薄，百姓無法過活，更有食人惨劇，百姓无路可走，只好起义。859年，裘甫在浙東起兵；868年，庞勋领导徐泗地区的戍兵在桂林起兵。懿宗派遣王式、康承訓等镇压，但對人民的剥削並無停止。
懿宗死後隨即引发险些導致唐朝灭亡的黃巢之亂，此后大唐再无力回天，名存实亡。因而懿宗与其子唐僖宗被认为是唐朝間接的亡國之君。
《太平廣記》收錄的許多《唐人傳奇》對於咸通年間有諸多著墨。

## 家庭

### 皇后
懿宗沒有冊立皇后，两皇后均为身后追封：
- 惠安皇后王氏，生唐僖宗
- 恭憲皇后王氏，生唐昭宗

### 妃嫔
- 淑妃郭氏
- 楚国夫人杨氏，逝世后追赠贵妃[3]。
- 韩国夫人王氏，逝世后追封德妃，生昌宁公主，七郎，八郎三人[4]。当代学者陈丽萍认为七郎即是唐昭宗，推测她与恭憲皇后为同一人。
- 婕妤崔氏，仅见《唐会要 卷第三 皇后 杂录 内职 杂录 出宫人》
- 婕妤王氏，同婕妤崔氏

### 其他妾室
- 雷氏，生凉王李侹，封号不详

### 子
共有八子，但新旧唐书皆未明确记载其子排行
1. 魏王李佾，《全唐文》载诏书称长子
2. 凉王李侹，《全唐文》载诏书称次子，墓志称第三子，乾符六年（878年）薨，年十四。母雷氏
3. 蜀王李佶，《全唐文》载诏书称三子
4. 郢王→咸王李侃
5. 普王→唐僖宗李儇，第五子。862年生，母惠安皇后王氏
6. 吉王李保
7. 壽王→唐昭宗李曄，第七子，867年生，母恭宪皇后王氏
8. 恭哀太子李倚，初封睦王。為劉季述所殺，天復初（901年）追贈。

### 女
《新唐书·诸帝公主列传》记载唐懿宗有8位女儿，而根据《唐文拾遺·卷三十四·崔致远·贺封公主表》称遂宁公主为唐僖宗第十一妹，而唐懿宗第三女普康公主生于861年，为唐僖宗姐，因此唐懿宗至少有十四个女儿。
1. 卫国文懿公主（849年生，母郭淑妃，先封为同昌公主，下嫁韦保衡，薨于咸通十年）
2. 安化公主
3. 普康公主（861年生）
4. 昌元公主（薨于咸通年间）
5. 昌宁公主（母韩国夫人王氏）
6. 金华公主
7. 仁寿公主
8. 永寿公主
9. 遂宁公主 唐僖宗第十一妹

## 影視作品
- 1980年臺灣歌仔戲《薛平貴》由楊麗花飾演，即為薛平貴，為流落於民間的唐宣宗之子。
- 2011年中国大陆电视剧《凰图腾》由张默饰演。
- 2012年中国大陆电视剧《薛平貴與王寶釧》由陳浩民飾演。

## 延伸阅读
[在维基数据编辑]
 在维基文库阅读此作者作品（ 在维基共享资源阅览影像）
 《舊唐書·卷19上》，出自刘昫《舊唐書》
 《新唐書·卷009》，出自《新唐書》